# Песма мача
Песма мача (енгл. Sword Song) је историјски роман британског писца Бернарда Корнвела, први пут објављен у септембру 2007. године, који представља четврто остварење у серијалу Саксонске приче. Прича прати Утреда од Бебанбурга, који води битке против Данаца, док краљ Алфред јача одбрану Весекса.
Књигу је у Србији објавила издавачка кућа Отворена књига 2010. године, у преводу Драгана Стијеље Јовановића.

## Радња
Године 885, Алфред, краљ Весекса, задужује Утреда од Бебанбурга да изгради један од утврђених градова који чине систем одбране краљевства. Након што је у заседи ухватио групу пљачкаша, Утред сазнаје да су двојица моћних нордијских јарлова, Сигфрид и Ерик Тургилсон, у савезу са Утредовим издајничким бившим пријатељем Хестеном, заузели оближњи Лондон. Када обавести Алфреда о овоме, добија задатак да окупи довољно јаку војску како би повратио град, а затим га предао свом рођаку Етелреду.
Хестен позива Утреда да се сусретну преко реке Темзе у Мерсији. Хестен га потом води на једно гробље, где из земље излази леш који прориче Утреду да му је суђено да постане краљ Мерсије. Распет између заклетве дате Алфреду, кога не воли, и искушења да постане краљ, Утред слуша Хестенову и понуду браће Тургилсон: ако убеди свог усвојеног брата, Рагнара од Нортамбрије, да доведе своје људе и придружи им се у нападу на Источну Англију, а затим на Мерсију и Весекс, Утред ће добити Мерсију, док би Сигфрид узео Весекс, а Хестен Источну Англију.
Док разматра ову понуду, Сигфрид позива Утреда да присуствује распећу хришћанских заробљеника. Утред препознаје једног од њих као свог старог саборца, Велшанина оца Пирлига. Знајући да је Пирлиг искусан ратник, Утред превари Сигфрида да обећа слободу заробљеницима ако га Пирлиг победи у борби један на један – што он одмах и учини. Утред, Пирлиг и остали заробљеници безбедно напуштају Лондон. Пирлиг открива Утреду да је „живи мртвац” био превара – жив човек закопан је у гроб са трском кроз коју је дисао. Утред се заклиње Пирлигу да ће одржати своју заклетву Алфреду.
У Винтанчестеру, краљ Алфред удаје своју старију кћерку Етелфлед за мерсијског ерлдормана Етелреда. Алфред жели да се Лондон што пре поврати. Он поставља Етелреда за вођу ратника који су задужени за овај задатак, али му налаже да слуша Утредове савете. Ипак, Етелред мења Утредов план битке дан пре напада, али Утред није ни намеравао да га искористити. Утред са својим људима пролази кроз веома опасне воде како би се у зору искрцао на неутврђеној луци. Не знајући за ово, браниоци нападају Етелредове људе, чиме завршавају између њих и Утредових ратника. Нордијци бивају поражени. Осферт (Алфредов ванбрачни син) скаче са зидина на Сигфрида и осакаћује га. Утред допушта Сигфриду и Ерику да се повуку, не желећи да изгуби више својих људи. Они одлазе код Хестена у његово утврђење у Бимфлиоту. Алфред именује Утреда за војног управника Лондона.
Утред се не слаже са Етелредом и његовим саветником Елдхелмом, нарочито јер Етелред често туче своју жену из љубоморе. Када јака данска флота из Фризије под вођством Гункела Родесона нападне један од Алфредових утврђених градова, Алфред окупља велику војску, али Етелред не доводи своју флоту и људе како би заробио непријатеља, па Данци успевају да побегну. Неки од њих се придружују Сигфриду.
На крају, Алфред наређује Етелреду да нападне Гункела. Након почетног успеха, Етелред је приморан да се повуче уз велике губитке. Том приликом, непријатељи успевају да заробе Етелфлед, на Алфредов очај. Утред је послат да преговара око откупа са Сигфридом. Док је у њиховом логору, сазнаје да су Ерик и Етелфлед заљубљени, након чега он и Ерик кују план да је њих двоје тајно побегну на север.
Недељу дана касније, Утред узима брод са својом стражом како би помогао Ерику и Етелфлед да побегну; његов задатак је да уклони брод који блокира пролаз до мора. Међутим, када стигне, затиче Сигфридову дворану у пламену. Хестен је издао Сигфрида и отео Етелфлед, желећи огроман откуп за себе. Утред сада мора да се бори како би одржао блокаду и спречио Хестена да побегне са Етелфлед. После дуге борбе, Хестен бежи празних руку, јер је Сигфрид поново заробио Етелфлед. Када Ерик покуша да је врати, његов брат га убија, схвативши шта се дешава. Утред и његова посада брзо поразе Сигфридове бројчано слабије ратнике, а Утред наређује Осферту да убије Сигфрида. Утред нема другог избора него да врати Етелфлед њеном оцу и Етелреду.

## Ликови
- Утред од Бебанбурга − протагониста и приповедач
- Гизела − Утредова супруга
- Утред Утредсон − Утредов син
- Стиора − Утредова ћерка
- Алфред Велики − краљ Весекса
- Етелфлед − Алфредова ћерка и Етелредова супруга
- Етелред − ерлдорман од Мерсије и Алфредов зет
- Етелволд − Алфредов нећак
- Степа Снотор − саксонски ратник и Утредов пријатељ
- Отац Пирлиг − велшки свештеник и ратник и Утредов пријатељ
- Сихтрик − Утредов слуга
- Отац Беока − Алфредов свештеник и Утредов породични пријатељ
- Отац Вилибалд − саксонски свештеник и Утредов пријатељ
- Тира Рагнарсдотир − супруга оца Беоке
- Осферт − Леофриков нећак и Алфредов ванбрачни син
- Рала − Утредов господар бродова
- Финан Хитри − ирски капетан Утредов трупа
- Рипере − млади Саксонац и Утредов војник
- Клапа − крупан Данац и Утредов војник
- Сердик − Утредов војник
- Сигфрид − нордијски војсковођа са амбицијом да освоји Весекс
- Ерик − Сигфридов брат
- Јарл Хестен − дански војсковођа који је раније прекршио заклетву дату Утреду, иако му је Утред једном спасао живот